# Outland 2
Outland 2 is een studioalbum van Gert Emmens. Het is het jaarlijkse studioalbum van Gert Emmens voor 2020. 

## Inleiding
Outland is slechts gedeeltelijk een vervolg op Outland, een studioalbum van Emmens uit 2014. Hij bracht dat album integraal ten gehore tijdens een E-Live op 18 oktober 2014 georganiseerd door zijn platenlabel Groove Unlimited (Emmens treedt niet veel op). Hij vond de titel zo pakkend, dat hij er aan dacht dat het zonde zou zijn, dat hij die niet nog eens een keertje kon gebruiken. Op Outland 2 doen de tracks 5 en 6 voor wat betreft titel wel terugdenken aan Outland. Emmens maakt dan al jaren muziek uit een mengeling van Berlijnse School voor elektronische muziek, ambient (At the mercy of loneliness met verschuivende klanklagen zonder ritme) met hier en daar progressieve rockinvloeden. Emmens nam het album op in juni 2020 in zijn eigen geluidsstudio in Ede, behalve track 6, dat uit 2014 stamt.

## Musici
- Gert Emmens – synthesizers en elektronica

## Muziek
| Nr. | Titel                                  | Duur  |
| --- | -------------------------------------- | ----- |
| 1.  | Sent back on a mission                 | 11:57 |
| 2.  | Decoded message from an unknown source | 10:42 |
| 3.  | At the mercy of loneliness             | 9:17  |
| 4.  | On patrol to the abandoned landmark    | 13:46 |
| 5.  | Outpost (part 2)                       | 18:56 |
| 6.  | Outlands                               | 13:11 |

Opvallendste track is Outpost (part 2) waarvan de klank teruggrijpt op de Tangerine Dreamperiode rond 1980 met Encore met bassequencer, die het nummer op gang brengt.